# Primera División de México (México '70)
Rozgrywki Mexico '70 były 68. sezonem w historii ligi meksykańskiej, a 28. sezonem w historii profesjonalnej ligi meksykańskiej. Tytułu mistrzowskiego broniła Guadalajara.

## Pierwsza faza

### Grupa 1
| Lp. | Klub         | M  | Z | R | P | B+ | B- | Pkt. | Uwagi            |
| --- | ------------ | -- | - | - | - | -- | -- | ---- | ---------------- |
| 1   | Torreón FC   | 14 | 5 | 7 | 2 | 22 | 16 | 17   | Faza mistrzowska |
| 2   | CF Monterrey | 14 | 5 | 6 | 3 | 16 | 21 | 16   | Faza mistrzowska |
| 3   | Guadalajara  | 14 | 7 | 1 | 6 | 27 | 18 | 15   | Faza mistrzowska |
| 4   | Club León    | 14 | 5 | 5 | 4 | 25 | 20 | 15   | Faza mistrzowska |
| 5   | Pumas UNAM   | 14 | 4 | 6 | 4 | 20 | 21 | 14   |                  |
| 6   | CD Oro       | 14 | 6 | 2 | 6 | 15 | 18 | 14   |                  |
| 7   | Veracruz     | 14 | 5 | 3 | 6 | 25 | 23 | 13   |                  |
| 8   | Club Necaxa  | 14 | 1 | 6 | 7 | 11 | 24 | 8    |                  |

### Grupa 2
| Lp. | Klub             | M  | Z | R | P | B+ | B- | Pkt. | Uwagi            |
| --- | ---------------- | -- | - | - | - | -- | -- | ---- | ---------------- |
| 1   | Deportivo Toluca | 14 | 7 | 3 | 4 | 21 | 12 | 17   | Faza mistrzowska |
| 2   | CF Pachuca       | 14 | 6 | 4 | 4 | 15 | 9  | 16   | Faza mistrzowska |
| 3   | Cruz Azul        | 14 | 7 | 2 | 5 | 13 | 13 | 16   | Faza mistrzowska |
| 4   | Club Atlas       | 14 | 6 | 4 | 4 | 17 | 19 | 16   | Faza mistrzowska |
| 5   | Club América     | 14 | 6 | 2 | 6 | 16 | 15 | 14   |                  |
| 6   | CF Laguna        | 14 | 4 | 4 | 6 | 13 | 19 | 12   |                  |
| 7   | Atlante FC       | 14 | 2 | 7 | 5 | 12 | 17 | 11   |                  |
| 8   | Irapuato FC      | 14 | 4 | 2 | 8 | 15 | 18 | 10   |                  |

## Faza finałowa

### Grupa mistrzowska
| Lp. | Klub             | M  | Z  | R | P  | B+ | B- | Pkt. | Uwagi       |
| --- | ---------------- | -- | -- | - | -- | -- | -- | ---- | ----------- |
| 1   | Cruz Azul        | 14 | 10 | 1 | 3  | 26 | 15 | 21   | Mistrzostwo |
| 2   | Guadalajara      | 14 | 7  | 5 | 2  | 21 | 11 | 19   |             |
| 3   | Club León        | 14 | 7  | 4 | 3  | 22 | 15 | 18   |             |
| 4   | Deportivo Toluca | 14 | 7  | 3 | 4  | 26 | 15 | 17   |             |
| 5   | CF Pachuca       | 14 | 6  | 1 | 7  | 21 | 24 | 13   |             |
| 6   | Club Atlas       | 14 | 3  | 4 | 7  | 13 | 23 | 10   |             |
| 7   | CF Monterrey     | 14 | 2  | 5 | 7  | 13 | 20 | 9    |             |
| 8   | Torreón FC       | 14 | 2  | 1 | 11 | 12 | 31 | 5    |             |

### Grupa dolna
| Lp. | Klub         | M  | Z | R | P | B+ | B- | Pkt. | Uwagi |
| --- | ------------ | -- | - | - | - | -- | -- | ---- | ----- |
| 9   | Pumas UNAM   | 14 | 7 | 3 | 4 | 14 | 8  | 17   |       |
| 10  | CF Laguna    | 14 | 6 | 5 | 3 | 17 | 12 | 17   |       |
| 11  | Veracruz     | 14 | 6 | 4 | 4 | 16 | 13 | 16   |       |
| 12  | Atlante FC   | 14 | 4 | 7 | 3 | 16 | 13 | 15   |       |
| 13  | Irapuato FC  | 14 | 5 | 5 | 4 | 15 | 17 | 15   |       |
| 14  | Club América | 14 | 4 | 6 | 4 | 13 | 12 | 14   |       |
| 15  | Club Necaxa  | 14 | 3 | 5 | 6 | 12 | 17 | 11   |       |
| 16  | CD Oro       | 14 | 2 | 3 | 9 | 10 | 21 | 7    |       |